# Torre Embesora

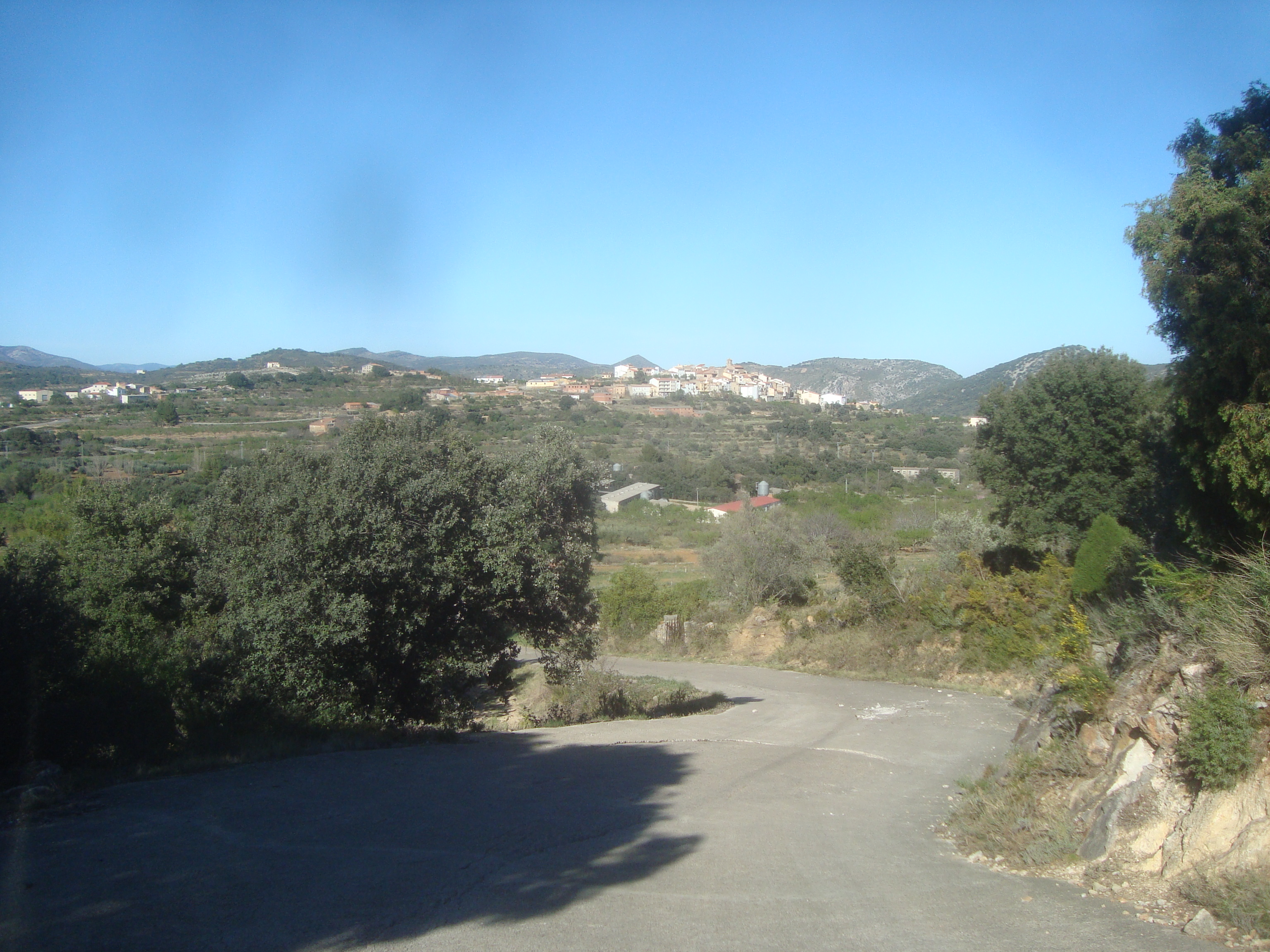
Panorámica de La Torre d'en Besora.

Torre Embesora (en valenciano y oficialmente la Torre d'en Besora) es un pequeño municipio de la Comunidad Valenciana, España. Perteneciente a la comarca del Alto Maestrazgo. Cuenta con 167 habitantes (INE 2020).

## Geografía
Situada en el sector central de la comarca entre las sierras de En Segures y la Esparraguera.
Se accede a esta localidad desde Castellón de la Plana tomando la CV-10, luego la CV-15 y finalmente la CV-163.

### Localidades limítrofes
El término municipal de Torre de Embesora limita con las siguientes localidades:
Culla y Villar de Canes las dos de la provincia de Castellón.

## Historia
Formaba parte de la denominada "Tenencia" de Culla desde la época de la conquista. En el siglo XIII aparece con el nombre de Torre de Vinrabí. Fue señorío de Blasco de Alagón y de Guillem de Anglesola, quien la donó en alodio a Ramón de Besora en el año 1269; este otorgó una carta puebla el 5 de abril de 1274, que fue modificada para reducir los censos a pagar, el 26 de febrero de 1310 por su hijo Ramón de Besora. Este linaje mantuvo una especie de señorío enmarcado en la encomienda de Culla de la Orden de Montesa. En 1646 tenía unos 100 habitantes, unos 220 en 1794, y 469 en el año 1900.

## Demografía
Torre Embesora cuenta con una población de 163 habitantes (INE 2024).
| Gráfica de evolución demográfica de Torre Embesora entre 1842 y 2021                                                |
| |
| Población de derecho según los censos de población del INE Población de hecho según los censos de población del INE |

## Economía
Basada tradicionalmente en la agricultura de secano (olivar y almendro) y en la ganadería.

## Administración y política

#### Elecciones locales
| Partido político                                | 2015  | 2015  | 2015       | 2019  | 2019  | 2019       | 2019 |
| Partido político                                | Votos | %     | Concejales | Votos | %     | Concejales |      |
| Partido Popular (PP)                            | 82    | 73,87 | 5          | 89    | 78,76 | 5          |      |
| Partit Socialista del País Valencià (PSPV-PSOE) | 18    | 16,22 | 0          | 15    | 13,27 | 0          |      |

Alcaldía
| Periodo   | Nombre                  | Partido   |
| --------- | ----------------------- | --------- |
| 1979-1983 | Esteban Pitarch Colomer | UCD       |
| 1983-1987 | Esteban Pitarch Colomer | UCD       |
| 1987-1991 | Miguel Beltrán Roca     | PSPV-PSOE |
| 1991-1995 | Miguel Beltran Roca     | PSPV-PSOE |
| 1995-1999 | Miguel Beltran Roca     | PP        |
| 1999-2003 | Miguel Beltran Roca     | PP        |
| 2003-2007 | David Vicente Segarra   | PP        |
| 2007-2011 | David Vicente Segarra   | PP        |
| 2011-2015 | David Vicente Segarra   | PP        |
| 2015-2019 | David Vicente Segarra   | PP        |
| 2019-2023 | David Vicente Segarra   | PP        |
| 2023-act. | David Vicente Segarra   | PP        |

## Gastronomía
Sus platos más típicos son el cordero a la brasa, los embutidos y los géneros de la matanza del cerdo, "rustit" de pollo y conejo, conejo al ajillo, quesos, cuajadas.

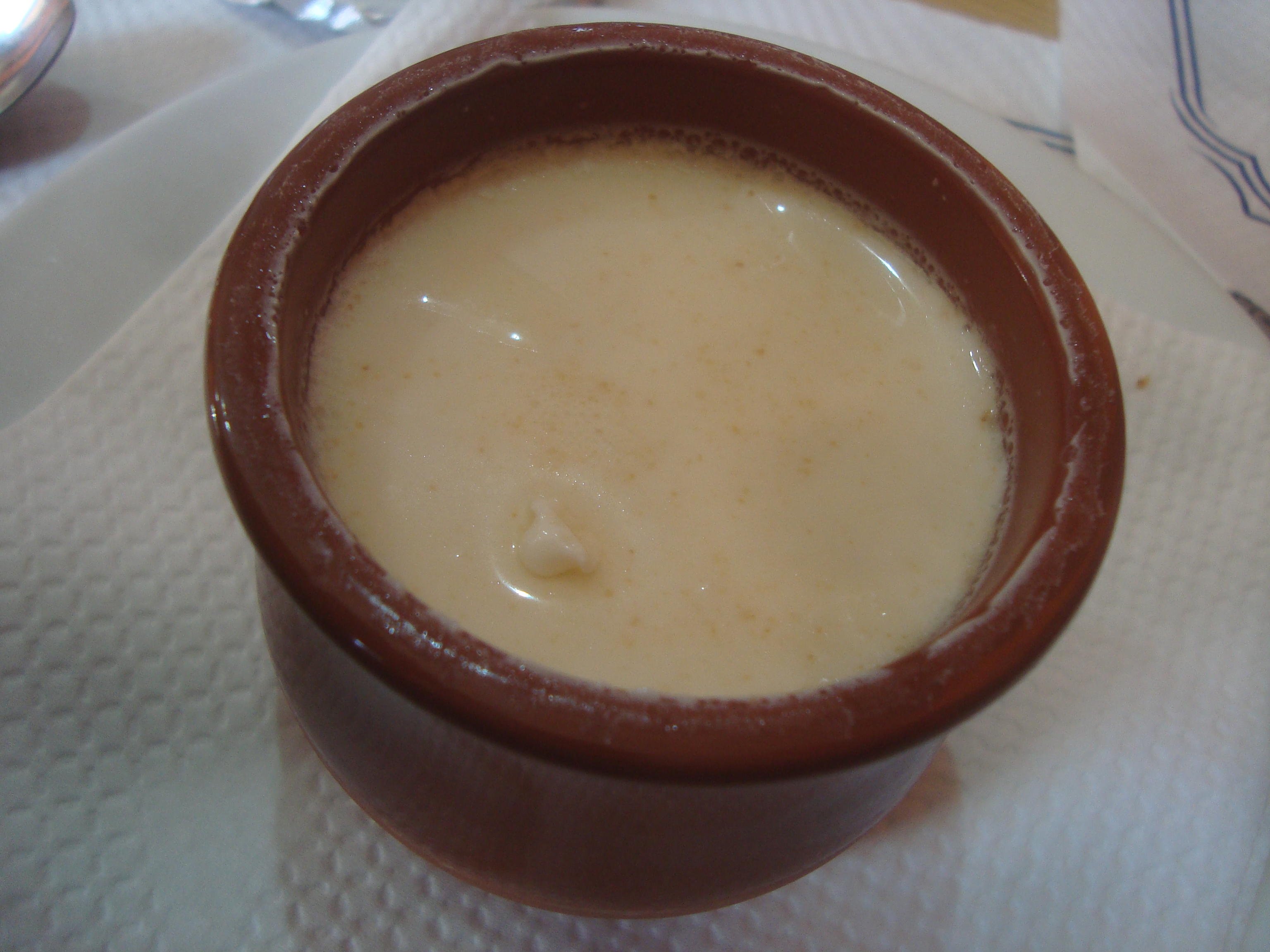
Cuajada de leche de oveja con turrón, producto fabricado en La Torre d'En Bessora (Castellón).

## Patrimonio
- Iglesia Parroquial de San Bartolomé, declarada BRL.[3]
- Castillo o Torre, que está declarado de manera genérica BIC.[4]